# Tajlandia na Mistrzostwach Świata w Lekkoatletyce 2017
Tajlandia na Mistrzostwach Świata w Lekkoatletyce 2017 – reprezentacja Tajlandii podczas mistrzostw świata w Londynie liczyła 2 zawodników, którzy nie zdobyli żadnego medalu.

## Skład reprezentacji
Mężczyźni
Dziesięciobój
| Zawodnik           | Konkurencja | 100 m | LJ   | SP    | HJ  | 400 m | 110H | DT | PV | JT | 1500 m | Wynik | Pozycja |
| ------------------ | ----------- | ----- | ---- | ----- | --- | ----- | ---- | -- | -- | -- | ------ | ----- | ------- |
| Sutthisak Singkhon | Rezultat    | 11,16 | 7,65 | 13,34 | DNS | DNS   | –    | –  | –  | –  | –      | DNF   | DNF     |
| Sutthisak Singkhon | Punkty      | 825   | 972  | 688   | 0   | 0     | –    | –  | –  | –  | –      | DNF   | DNF     |

Kobiety
| Zawodniczka      | Konkurencja  | Kwalifikacje | Kwalifikacje | Finał | Finał   |
| Zawodniczka      | Konkurencja  | Wynik        | Pozycja      | Wynik | Pozycja |
| ---------------- | ------------ | ------------ | ------------ | ----- | ------- |
| Subenrat Insaeng | rzut dyskiem | 55,16        | 26.          | NQ    | NQ      |